# أندريس رودريغيز (رجل أعمال)
أندريس رودريغيز (بالإسبانية: Andres Rodriguez) هو شخصية أعمال فنزويلي، ولد في 11 مايو 1984، وتوفي في 4 يناير 2016 بسبب حادث مرور.

## وصلات خارجية
- أندريس رودريغيز على موقع الاتحاد الدولي للفروسية (الإنجليزية)
- أندريس رودريغيز على موقع FEI (رابط بديل) (الإنجليزية)